# ترمالیتو (کالیفرنیا)
ترمالیتو (به انگلیسی: Thermalito) یک منطقهٔ مسکونی در ایالات متحده آمریکا است که در شهرستان بیوت، کالیفرنیا واقع شده‌است. ترمالیتو ۳۳٫۳۳۲ کیلومتر مربع مساحت و ۶٬۶۴۶ نفر جمعیت دارد و ۶۸ متر بالاتر از سطح دریا واقع شده‌است.